# Шахпахты
Шахпахты́ — газоконденсатное месторождение Узбекистана, расположенное в юго-восточной части плато Устюрт на территории Кунградского района. Открыто в 1962 году. В разработку месторождение было введено в 1971 году. В 1974 году на Шахпахты было начато промышленное извлечение природного газа с годовым отбором 2,5 млрд м³.
Газоносность связана с отложениями юрского и триасового возраста.
Первоначальные запасы газа на месторождении составляли 39,9 млрд м³. В настоящее время извлекаемые запасы природного газа на месторождении составляют около 8 млрд м³.
Оператором разработки является российский консорциум Зарубежнефтегаз-ГПД Центральная Азия (СП Зарубежнефтегаз и Газпром). В 2004 году было подписано соглашение о разделе продукции по доразработке месторождения Шахпахты. Добыча природного газа составила 2006 году 0,5 млрд м³.
Газ поставляется на компрессорную станцию Каракалпакскую, затем по газопроводу Средняя Азия — Центр потребителю.
Российский консорциум открыл в 2009 году в Западно-Шахпахтинском своде газовые месторождении Дали и Джел.